# 로망스 (음악)
로망스(스페인어: romance/romanza, 이탈리아어: romanza, 독일어: Romanze, 프랑스어: romance, 러시아어: романс, 포르투갈어: romance)는 악곡의 형식 중 하나이다.
본래 서정적·감상적 가곡을 가리킨다. 이 말의 기원은 속어(로망어)로 시(詩)라는 뜻이며, 투르바두르나 트루베르를 통하여 유럽에 전파하였다. 독일어의 로망체는 '상냥함'의 곡상을 가지는 기악곡을 위한 것이다.